# Provincia di Ayopaya
La provincia di Ayopaya è una delle 16 province del dipartimento di Cochabamba, nella parte centrale della Bolivia. Il capoluogo è Independencia.
Secondo il censimento del 2001 possedeva una popolazione di 60.959 abitanti.

## Geografia antropica

### Suddivisioni amministrative
La Provincia comprende 3 comuni:
- Ayopaya
- Morochata
- Cocapata